# 呂學樟
呂學樟（1952年11月5日—），台灣新竹客家人，中國國民黨籍政治人物，曾任立法委員。

## 生平
本從事汽車商業工作的呂學樟於1990年代後期以中國國民黨籍身分進入新竹市議會，正式進入台灣政治圈。他家中投資數千萬，進口賓士車，年營業額高達新臺幣二十億，號稱立院賓士王、新竹賓士王，之後，他也當選兩屆台灣國大代表。2001年，他脫離國民黨，由親民黨提名競選新竹市選區立法委員當選，是新竹市立法委員。2004年當選連任。
2006年12月11日，呂學樟脫離親民黨，重回中國國民黨。2008年1月12日，以60.62%的得票率連任新竹市選區立法委員，較競爭者鄭宏輝多出22.5%的得票率；2012年連任該選區立法委員。不過2015年於國民黨黨內初選中敗給昔日對手鄭正鈐。

## 選舉紀錄
| 年度 | 選舉屆數               | 選舉區           | 所屬政黨   | 得票數  | 得票率 | 當選標記 | 備註 |
| ---- | ---------------------- | ---------------- | ---------- | ------- | ------ | -------- | ---- |
| 1991 | 第二屆國民大會代表選舉 | 新竹市選舉區     | 中國國民黨 | 18,395  | 13.58% |          |      |
| 1996 | 第三屆國民大會代表選舉 | 新竹市選舉區     | 中國國民黨 | 20,574  | 11.94% |          |      |
| 1998 | 第五屆新竹市議員選舉   | 新竹市第一選舉區 | 無黨籍     | 3,431   | 9.17%  |          |      |
| 2001 | 第五屆立法委員選舉     | 新竹市選舉區     | 親民黨     | 36,075  | 22.30% |          |      |
| 2004 | 第六屆立法委員選舉     | 新竹市選舉區     | 親民黨     | 31,507  | 21.43% |          |      |
| 2008 | 第七屆立法委員選舉     | 新竹市選舉區     | 中國國民黨 | 99,124  | 60.61% |          |      |
| 2012 | 第八屆立法委員選舉     | 新竹市選舉區     | 中國國民黨 | 121,848 | 53.27% |          |      |

## 爭議事件
新聞資料：呂學樟到新竹新光三越專櫃買了5萬8000元的衣服，其中5萬元以禮券支付，另8000元付現。櫃姐開8000元發票給他，呂學樟質問為何不是5萬8000元？櫃姐解釋禮券在購買時已開了發票，呂學樟不滿，怒甩發票離去。

### 太陽花學運
2014年，呂學樟藉考察中央研究院之機會，對參與太陽花運動的副研究員黃國昌實行政治檢查，引發網路廣泛討論。外界質疑，司委會考察中研院是針對黃國昌個人，而其為太陽花運動成員並參與決策；同時，外界亦擔憂此行為會造成中研院寒蟬效應。呂學樟表示，黃國昌雖已違反行政中立原則，「但他只是個副研究員，沒那麼偉大」，中研院是直屬總統府單位，研究員卻頻頻向總統嗆聲，非常不得宜，所以不是只針對他個人。

### 新竹米粉事件
2013年初上下游揭露市面上9成米粉，大量使用玉米澱粉，含米量不到一半，衛生福利部食品藥物管理署2013年11月29日公佈《市售包裝米粉絲產品標示規定》，含米量100%，品名才能寫純米米粉（絲），50%以上稱調合米粉（絲），若連一半都不到，就不能出現「米粉」二字。另要求標示含米量，字體不得小於4釐米，2014年7月1日生效。
這項新規定引發新竹市選區立委呂學樟、新竹市市長許明財與部份新竹米粉公會業者不滿，在立法院召開記者會抨擊衛福部食藥署矯枉過正，新規定與國家標準是惡法，打擊新竹米粉傳統產業，會讓新竹米粉消失，揚言食藥署執法擾民，將會移送官員去監察院。
呂學樟表示，衛福部要求新竹市政府、米粉業者將新竹米粉改名新竹炊粉或是調合粉，非常不合理。他舉例，新加坡肉骨茶裡面也沒有茶的成份，是中藥與香料所熬煮的；宜蘭牛舌餅也不是牛舌做的，只是外形像牛舌；松露巧克力95%也沒有含松露，只是說形狀像松露。新竹米粉跟這些產品一樣，都只是一種象徵手法。
呂學樟抨擊食藥署矯枉過正與為虎做倀，強調新竹米粉是百年名稱，是意象性的商標與知名品牌，要求新竹米粉改名新竹炊粉，不但可笑，還會影響新竹米粉一年30多億元的產值，讓新竹米粉走入歷史

### 辦公室主任捲入弊案
2013年，呂學樟辦公室主任徐如松涉嫌勾結書商與資訊設備商，以議員或中央補助款補助學校採購過期或劣質書籍設備，收取六成回扣，兩年獲利一千八百萬元被起訴。

### 反對婚姻平權事件
2014年12月22日，立法院司法及法制委員會首度排審婚姻平權法案，呂學樟於會議中表示，允許同性婚姻將造成千百年來家庭倫常的淪喪，讓社會價值觀崩潰。呂學樟表示：「同性結婚可以人獸交，可以什麼交，我們看不清楚啦，看了真的很可怕。」民進黨立委尤美女隨後反駁呂學樟，表示「人獸交」等言論根本是污衊同志的發言。
呂學樟於隔日舉行之記者會為其不當言論道歉，同時表示發言提到「人獸交」是基於其先前觀看護家盟影片之內容，並說明其立場仍為反對婚姻平權法案；另外，他也在訪問中表示「人獸交」一語並非針對此次修法之內容。

### 凍結台南地檢署預算事件
2015年1月20日，立委呂學樟提案凍結臺南地檢署預算，因為台南地檢署正在查察國民黨籍臺南市議會議長李全教賄選疑雲，國民黨「疑有不當政治壓力介入影響辦案公正與選舉結果」，提案凍結地檢署的預算，指明要承辦的主任檢察官說明，引起軒然大波。
事後呂學樟本人表示：「李全教確實有找過我」

### 賓士展示中心違建事件
呂學樟專門進口德國名車賓士（Mercedes-Benz）車款，桃竹苗地區首屈一指，素有「立院賓士王」、「新竹賓士王」之稱。2008年該公司在新竹市中華路上開設樓高五層的旗艦展示中心，還設有精品販售、按摩等服務，號稱五星級展示中心，2013年底遭民眾檢舉，許多建築為加蓋違建，新竹市工務處隨即查訪，確認違建，卻一年多來都未執行拆除，遭民眾質疑因「聯立賓士」董座為立委呂學樟，市府「只敢打蒼蠅，不敢打老虎！」對此，新竹市政府解釋，該違建已排進拆除時程，是還沒拆，不是不拆。
2019年5月19日起，鏡週刊以此違建主題進行系列報導，重新引起社會關注，並造成6月5日新竹市議會質詢此事；6月20日，新竹市政府派員進行部分拆除，呂學樟未解釋為何違建6年未改善，僅聲稱市府拆除為政治目的；呂學樟之妻程桂琴大罵拆除人員：“市長叫你們拆就拆，那市長叫你們吃大便，你們要不要吃”。